# Hexatoma pervia
Hexatoma pervia är en tvåvingeart som beskrevs av Alexander 1966. Hexatoma pervia ingår i släktet Hexatoma och familjen småharkrankar.
Artens utbredningsområde är Ecuador. Inga underarter finns listade i Catalogue of Life.